# Saint-Genès-de-Lombaud
Saint-Genès-de-Lombaud is een gemeente in het Franse departement Gironde (regio Nouvelle-Aquitaine) en telt 272 inwoners (2004). De plaats maakt deel uit van het arrondissement Bordeaux.

## Geografie
De oppervlakte van Saint-Genès-de-Lombaud bedraagt 6,2 km², de bevolkingsdichtheid is 43,9 inwoners per km².
De onderstaande kaart toont de ligging van Saint-Genès-de-Lombaud met de belangrijkste infrastructuur en aangrenzende gemeenten.

## Demografie
Onderstaande figuur toont het verloop van het inwonertal (bron: INSEE-tellingen).